# Chadurie
Chadurie ist eine westfranzösische Gemeinde mit 509 Einwohnern (Stand 1. Januar 2022) im Département Charente in der Region Nouvelle-Aquitaine.

## Lage
Chadurie liegt etwa 21 Kilometer (Fahrtstrecke) südlich von Angoulême in der Kulturlandschaft des Angoumois in einer Höhe von etwa 90 Metern ü. d. M. Die Flüsse Boëme und Arce entspringen im Süden des Gemeindegebiets.

## Bevölkerungsentwicklung
| Jahr      | 1962 | 1968 | 1975 | 1982 | 1990 | 1999 | 2006 | 2016 |
| Einwohner | 517  | 449  | 408  | 417  | 474  | 484  | 512  | 508  |

In der ersten Hälfte des 19. Jahrhunderts hatte die Gemeinde stets zwischen 750 und 900 Einwohner; infolge der Reblauskrise im Weinbau und der Mechanisierung der Landwirtschaft sank die Einwohnerzahl danach kontinuierlich bis auf die Tiefststände in den 1960er und 1970er Jahren ab.

## Wirtschaft
Die Einwohner der Gemeinde lebten jahrhundertelang von der Landwirtschaft; die Böden der Gemeinde gehören zu den Fins Bois des Weinbaugebietes Cognac, doch sind die Absätze bei teuren Weinbränden in den letzten Jahrzehnten eher rückläufig, so dass der Weinbau heutzutage keine bedeutende Rolle mehr spielt. Der Tourismus in Form der Vermietung von Ferienwohnungen trägt seit den 1960er Jahren zu den Einnahmen der Gemeinde bei.

## Geschichte
Chadurie liegt am Chemin Boisné, einer alten Römerstraße, die Saintes (Mediolanum Santonum) und Périgueux (Vesunna) miteinander verband. Beim Weiler La Berche wurden Spuren einer antiken Ansiedlung entdeckt. Die Existenz eines mittelalterlichen Ortes mit Namen Cadureia (1030 und 1044) oder Catureia (1110) ist urkundlich belegt.

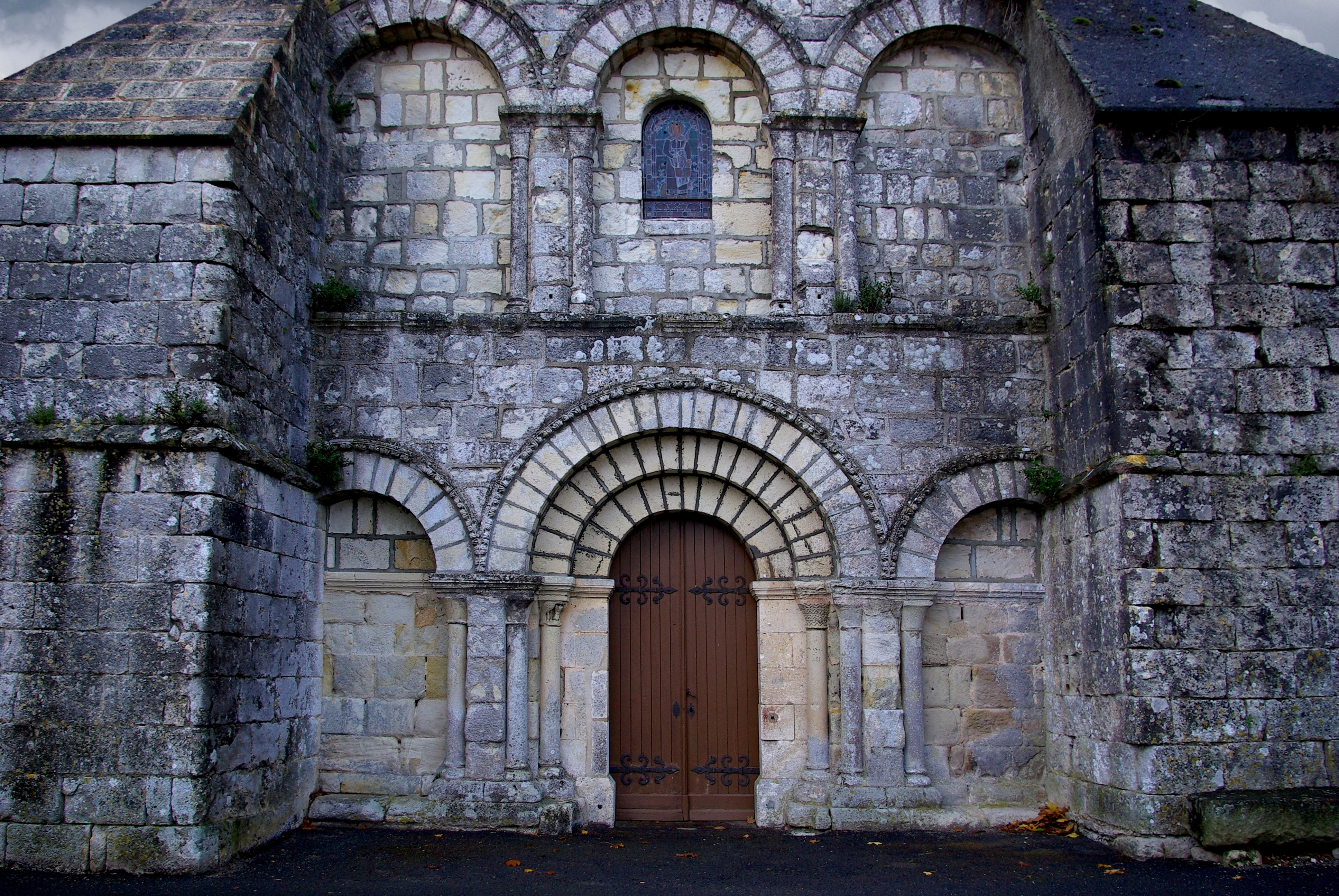
Kirche Saint-Saturnin

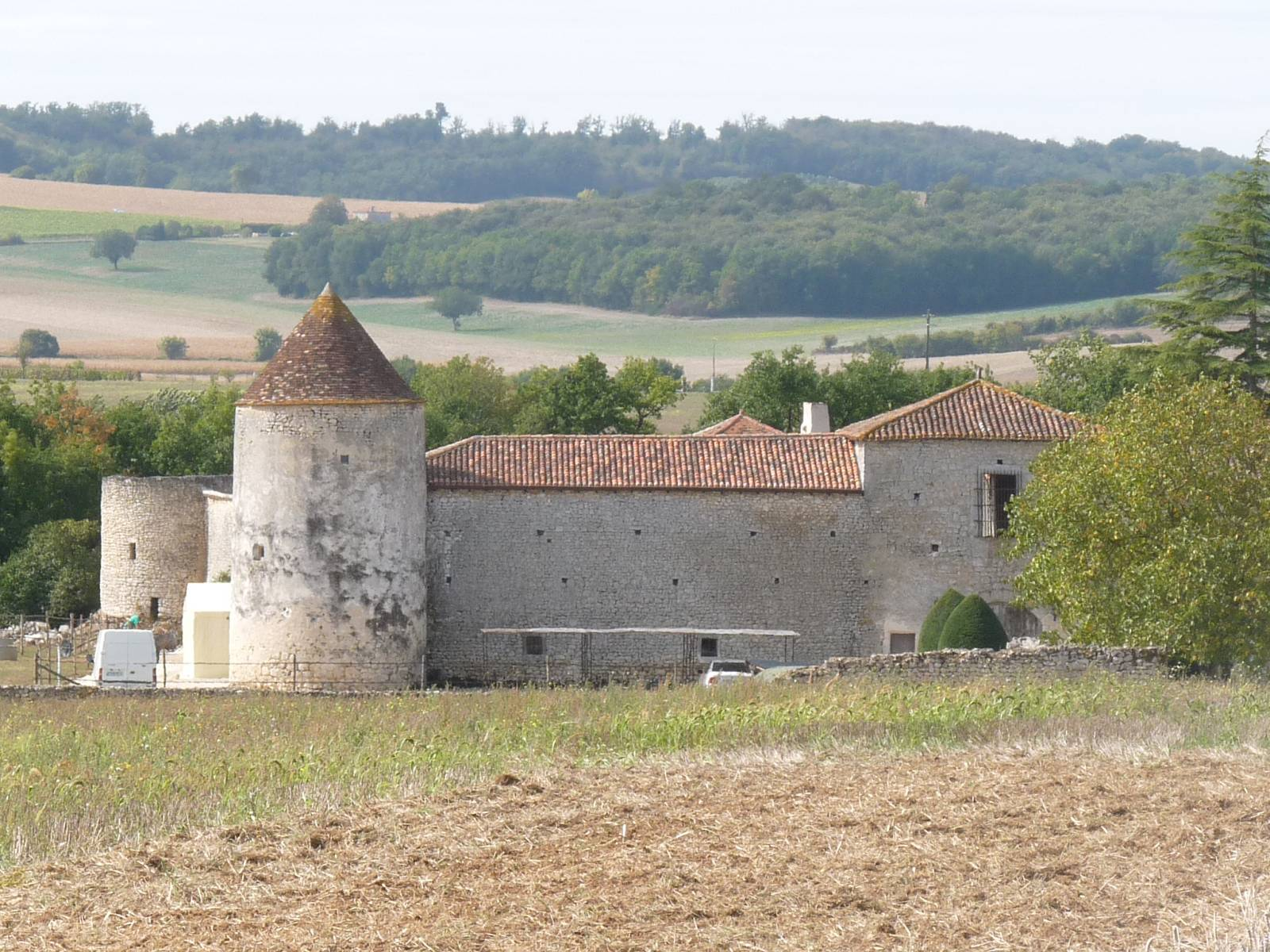
Logis de Puygâty

## Sehenswürdigkeiten
- Die schmucklose und ungegliederte romanische Apsis und der etwa gleichzeitig entstandene Vierungsturm der Pfarrkirche Saint-Saturnin könnten noch dem späten 11. Jahrhundert entstammen; die Westfassade mit ihrem Triumphbogenschema in der Portalzone und den drei Blendbögen in der Ebene darüber ist dagegen eindeutig das Werk des 12. Jahrhunderts. Im 15. oder 16. Jahrhundert wurden Fassade und Außenwände der Kirche wegen des im einschiffigen Innern deutlich erkennbaren Auseinanderdriftens der Außenwände infolge des Gewölbeschubes durch mächtige Strebepfeiler stabilisiert. Die Kirche ist seit dem Jahr 1925 als Monument historique[1] anerkannt.
- In einer Talsenke im Süden des Gemeindegebietes (45° 30′ 35″ N, 0° 8′ 43″ O) steht das in Teilen zu einem stilvollen Hotel umgebaute Logis de Puygâty. Der spätmittelalterliche Bau mit seinen runden Ecktürmen und nahezu fensterlosen Außenwänden wurde im 17. Jahrhundert überarbeitet ist seit 1987 als Monument historique[2] anerkannt.
- Das Logis des Thibaudières ist ein Bau des 17. Jahrhunderts im Stil der Spätrenaissance; es dient heute als Altersheim.

## Persönlichkeiten
- François Faure (1612–1687) war Bischof von Amiens